# Albert Schlutow

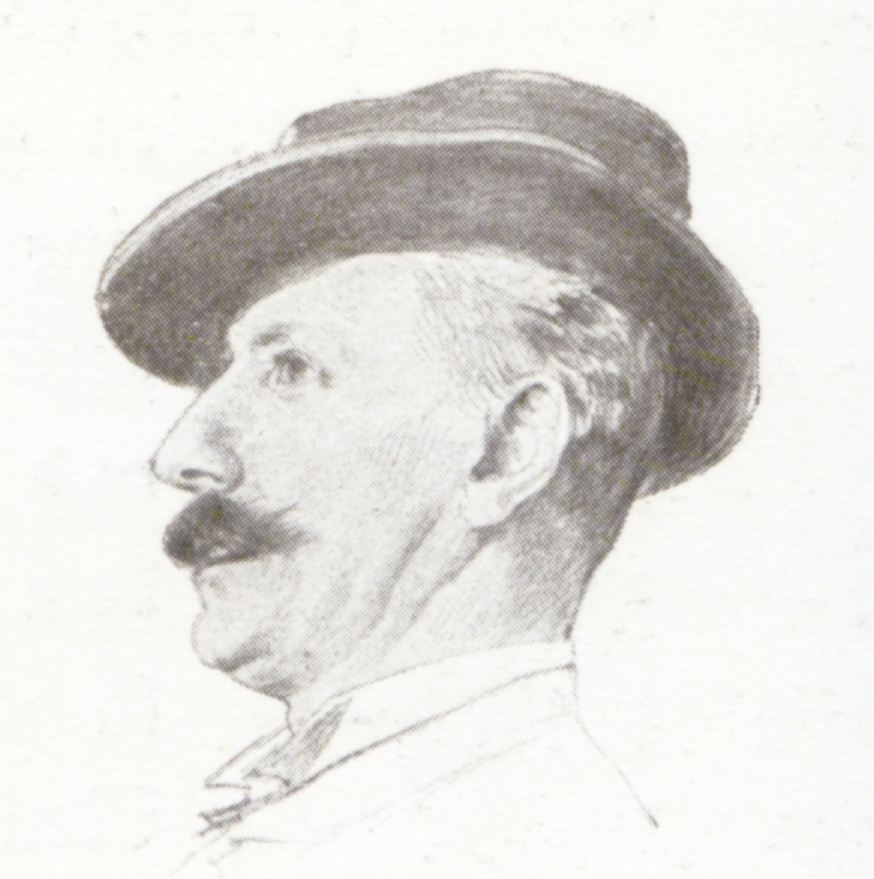
Albert Schlutow, Zeichnung von Anton von Werner

Albert Schlutow (* 15. Januar 1838 in Stettin; † 18. September 1909 in Heringsdorf; vollständiger Name Albert Heinrich Wilhelm Schlutow) war ein deutscher Industrieller, Bankier und Politiker. Er war Mitinhaber des Bankhauses Wm. Schlutow in Stettin, Aufsichtsratsmitglied mehrerer Unternehmen und Mitglied erst des Reichstages, später des Preußischen Herrenhauses.

## Leben
Albert Schlutow trat in den 1870er Jahren in das von seinem Vater Wilhelm Schlutow (schwedischer Generalkonsul zu Stettin 1841–1871) gegründete Bankhaus Wm. Schlutow in Stettin ein. Nach dem Tode seines Vaters im Jahre 1881 wurde er der Hauptinhaber und widmete sich vor allem mehr repräsentativen Aufgaben nach außen, in der Politik und in den Aufsichtsräten mehrerer Unternehmen. Die innere Leitung des Bankhauses übernahm Rudolf Abel, der bereits 1876 Mitinhaber geworden war.
Von 1874 bis 1887 war Schlutow unbesoldeter Stadtrat in Stettin. 1878 wurde Schlutow für die Nationalliberale Partei (NLP) in den Reichstag gewählt. 1880 trennte er sich von den Nationalliberalen und beteiligte sich als Befürworter des Freihandels an der Gründung der Liberalen Vereinigung. 1884 zog er sich aus der Parteipolitik zurück.
Schlutow war Vorsitzender des Aufsichtsrates der Stettiner Maschinenbau Actien-Gesellschaft Vulcan und der Preußischen National-Versicherungsanstalt, ferner Mitglied des Aufsichtsrates der Vereinigten Königs- und Laurahütte und der Preußischen Boden-Creditgesellschaft. Insbesondere durch die Tätigkeit im Aufsichtsrat des Vulcan hatte Schlutow Kontakt zu Kaiser Wilhelm II.
Schlutow wurde 1879 der Titel Kommerzienrat und 1889 der Titel Geheimer Kommerzienrat verliehen. 1895 wurde ihm der Rote Adlerorden 2. Klasse verliehen. 1897 wurde er anlässlich des Stapellaufs des beim Vulcan gebauten Schnelldampfers Kaiser Wilhelm der Große zum Mitglied des Preußischen Herrenhauses auf Lebenszeit ernannt. 1906 wurde er von der Universität Greifswald zum Dr. jur. h. c. promoviert.
Schlutow war auch ab 1876 einer der Vorsteher der Kaufmannschaft in Stettin, ab 1885 Stellvertreter des Obervorstehers und von 1900 bis 1905 Obervorsteher.
Albert Schlutow starb 1909 in Heringsdorf und wurde auf dem Grabower Friedhof in Stettin bestattet.